# Fallout: Equestria
Fallout: Equestria es una novela de fan fiction posapocalíptica basada en las series Fallout y My Little Pony: La magia de la amistad. Fue publicada originalmente por la usuaria anónima Kkat el 12 de abril de 2011. Está dividida en cinco volúmenes, con un total de cerca de 620.000 palabras en más de 2.000 páginas. La novela se ha publicado como libro electrónico, audiolibro y también como novela física de tapa dura. La novela se considera una de las obras de fanes más populares de My Little Pony: La magia de la amistad, habiendo ganado un gran número de seguidores propios.

## Sinopsis
La novela es una obra de fanes, basada en la franquicia de videojuegos Fallout y la serie animada My Little Pony: La magia de la amistad. Fallout: Equestria sitúa a los mágicos ponis de la franquicia La Magia de la Amistad dentro del escenario posapocalíptico de los juegos de la franquicia Fallout. En la novela, el mundo ficticio de Equestria entra en una guerra de recursos con el Imperio cebra. El conflicto resultante deja a ambos continentes como tierras baldías llenas de mutantes, y los supervivientes viven en refugios subterráneos antinucleares llamados «Establos». Dentro de este escenario, la novela combina varios elementos cyberpunk, atomicpunk y retrofuturistas con los elementos fantásticos de La magia de la amistad. La incorporación de contenido más violento y para adultos contribuye a un tono general más oscuro que el material original de La Magia de la Amistad.

## Recepción e influencia
La novela se considera una piedra angular del fandom de My Little Pony: La magia de la amistad, debido a su escala y popularidad. Esto se ha reflejado en la inmensa cantidad de trabajos de fanes que se han realizado desde 2012, incluyendo música, fan art y spin-offs o historias paralelas no canónicas. The Overmare Studios desarrolló un videojuego hecho por fanáticos basado en la novela, titulado Ashes of Equestria. Originalmente se consideró un mod, pero finalmente se convirtió en un proyecto independiente, que todavía está en producción. Utiliza una versión modificada del motor gráfico 3D Unity; sin embargo, ha habido cierta confusión al respecto, ya que se parece al motor Gamebryo utilizado para Fallout 3, un juego desarrollado por Bethesda Game Studios. Zachary D. Palmer, en un artículo para la revista Men and Masculinities, analizó el fandom en torno a la novela como un escapismo para que los fanes masculinos de My Little Pony combinaran intereses tradicionalmente masculinos como armas y shooters en primera persona con el contenido más tradicionalmente femenino de la serie original.
Fallout: Equestria fue el tema de la Trotcon 2017, una convención basada en la serie de My Little Pony en Columbus, Ohio. A partir de 2012, la novela se ha traducido a diversos idiomas y ha inspirado narraciones y dibujos por parte de los fanes. A pesar de la popularidad de Fallout: Equestria, el autor de la novela ha permanecido en el anonimato y ha optado por no revelar su nombre real ni su género.